# Crocidura picea
Crocidura picea es una especie de musaraña de la familia de los soricidae.

## Distribución geográfica
Es endémica del Camerún.

## Estado de conservación
Se encuentra amenazada por la destrucción de su hábitat y la degradación que sufren las montañas del Camerún.